# نیکولاس رشر
نیکولاس رشر (۱۵ ژوئیهٔ ۱۹۲۸ – ۵ ژانویهٔ ۲۰۲۴) فیلسوف و خاورشناس آلمانی قرن بیستم میلادی بود.

## زندگی‌نامه
رشر در سال ۱۹۲۸ میلادی در هاگن آلمان به دنیا آمد، جایی که پدرش پس از خدمت در ارتش آلمان در طول جنگ جهانی اول به عنوان افسر، دفتری حقوقی دایر کرده بود. او از خویشاوندان «اسکار رشر» مشهور است. خانواده او در سال ۱۹۳۸ میلادی به ایالات متحده آمریکا مهاجرت نمودند و وی در آنجا به تحصیل پرداخت. او مدرک دکترایش را در سال ۱۹۵۱ میلادی از دانشگاه پرینستون در حالی که تنها ۲۲ سال داشت، اخذ نمود. رشر تا سال ۱۹۶۱ میلادی در دانشگاه پیتزبورگ، به عنوان استاد فلسفه و همچنین رئیس مرکز فلسفه علم، به تدریس مشغول بود. او در جریان سوابق دانشگاهی فراوانش، بیش از ۲۰۰ مقاله در مجلات علمی به چاپ رساند و در دانش‌نامه‌ها و آثار مرجع فراوانی مشارکت جسته و نزدیک به ۱۰۰ کتاب در حوزه‌های مختلف فلسفی از جمله معرفت‌شناسی، مابعدالطبیعه، نظریه ارزش و فلسفه اجتماعی، منطق، فلسفه علم و تاریخ فلسفه نگاشت.

## تحقیقات
رشر در یک دوره تحقیقاتی پرثمر که بیش از شش دهه به طول انجامید، خودش را به عنوان فیلسوفی نظام‌مند با سبک قدیم معرفی کرد. کار او الگوهای چند جانبه‌ای از موضوعات فلسفی بنیادین را به نمایش می‌گذارد که رشته افکار، از آرمان‌گرایی تا عمل‌گرایی را به هم می‌بافد. او جدای از این امر خطیر، در موضوعاتی نظیر منطق (نظام‌های مفهومی منطق چند ارزشی)، تاریخ منطق (نظریه عربی مربوط به قرون وسطی در مورد قیاس‌های موجهه)، نظریه شناخت (حدود معرفت به عنوان روشی کمی در معرفت‌شناسی نظری) و فلسفه علم (نظریه تأخیر لگاریتمی در پیشرفت علم)، به انحای گوناگون، مشارکت ورزیده است. او همچنین در حوزه فوتوریسم یا آینده‌گرایی به کار پرداخته است و در کنار «الاف هلمر» و «نورمن دالکی» به عنوان آغازگر روش به اصطلاح دلفی پیش‌بینی به شمار می‌آید.

## آثار و افتخارات
بیش از ۱۰ کتاب دربارهٔ ابعاد مختلف کار فلسفی رشر، در سال‌های اخیر به چاپ رسیده است. او به عنوان عضو در «فرهنگستان اروپا»، «انجمن شاهانه کانادا»، «مؤسسه بین‌المللی فلسفه» و «فرهنگستان بین‌المللی علم و فلسفه» پذیرفته شده‌است. وی دکترای افتخاری هشت دانشگاه از سه قاره جهان را داراست. همکاران وی، او را به عنوان عضو افتخاری «آموزشگاه کرپس کریستی»، «آکسفورد» برگزیدند. در سال ۱۹۸۳ میلادی «جایزه علوم انسانی الکساندر فون هامبولت» را که در تقدیر از تلاش‌های محققانه دانشمندان علوم انسانی برجسته دنیا اهدا می‌شود، دریافت نمود. در سال ۲۰۰۷ میلادی به مدال آکوئیناس از انجمن فلسفی کاتولیک آمریکا دست یافت. کتاب وی در سال ۲۰۰۵ میلادی با عنوان «تاملات مدرسی» (از انتشارات دانشگاه کاتولیک آمریکا) «جایزه کاردینال مرسییر» را عاید خود ساخت. تصویر روشنی از سیر عقلی و شخصی رشر در خودزیست نامه‌نگاری او در سال ۲۰۰۵ میلادی (از انتشارات فرانکفورت) ارائه شده‌است. کتاب تاریخ منطق اسلامی وی از بهترین کتاب‌ها پیرامون تاریخ علم منطق در عالم اسلامی است.
از سال ۱۹۶۴ میلادی تا سال ۱۹۹۳ میلادی فصلنامه فلسفی آمریکایی و برای سال‌های زیادی فصلنامه تاریخ فلسفه را به عنوان سردبیر منتشر کرد. در طول سال‌های ۱۹۶۹ میلادی تا ۱۹۷۵ میلادی به عنوان دبیر کل اتحادیه بین‌المللی تاریخ و فلسفه علم (یکی از سازمان‌های یونسکو) به خدمت پرداخت. ریاست انجمن‌هایی چون: انجمن فلسفی آمریکا، انجمن کاتولیک فلسفی آمریکا و انجمن مابعدالطبیعه آمریکا و انجمن چارلز پییرس قدیس و انجمن لایب‌نیتز آمریکا از جمله فعالیت‌های او به شمار می‌آید. کار وی برای سال‌هاست که توسط نهادهای علوم ملی مورد حمایت واقع می‌شد.
مجموعه مفصلی از مقالات گردآوری شده رشر، توسط انتشارات آنتوس ورلاگ فرانکفورت در دست چاپ است. این مجموعه که حاوی بیش از ۱۲۰ مقاله در تقریباً ۱۷ مجلد است، دورنمای کاملی از آثار رشر در بسیاری حوزه‌های فلسفی ارائه داده و به خوبی نظرات اصلی و رویکردهای فلسفی او را معرفی می‌کند. وی به کار ترجمه نیز می‌پردازد و مثلاً قصیده دالیه ابوطالب (پدر حضرت علی) را به آلمانی ترجمه کرده‌است.
در فروردین ۱۴۰۰ کنفرانسی به افتخار نیکولاس رشر توسط دانشگاه تهران برگزار شد که رشر به عنوان سخنران اصلی در آن حضور داشت. نادیا مفتونی استاد فلسفه دانشگاه تهران و پژوهشگر دانشگاه ییل که بانی این نشست بود کتاب سفری در فلسفه به ۱۰۱ روایت اثر رشر را اثری سهل و ممتنع خواند که موفق شده مخاطب وسیعی را به خود جذب کند، «چرا که در فلسفه سخت نوشتن آسان است و آسان نوشتن سخت.» رشر با تقدیر از توجه مفتونی اشاره کرد که هدفش دستیابی به همین مخاطب گسترده بوده و افزود: «اکثر فلاسفه برای همکارانشان مطلب می‌نویسند و تنها کسانی که به نوشته‌های آن‌ها رغبت نشان می‌دهند دوستان متخصص‌شان هستند. به نظرم مطلب بسیار مهم این است که فلسفه اگر قرار است به حیات خود ادامه دهد باید با افرادی تعامل کند که فیلسوف حرفه‌ای نیستند بلکه هوشی معمولی و علاقه‌ای نسبی به مسائل پایه‌ای دارند.»

## ابداعات
برخی نظرات و ابداعاتی که با نام رشر همراه است عبارتند از: سور رشر در منطق نمادین، قانون رشر دربارهٔ برآیندهای لوگاریتمی (همچنین اصل رشر در برآیندهای حاشیه‌ای رو به کاهش) در حدودشناسی علم، معیار حد وسط مؤثر رشر در نظریه عدل منتشر
دستگاه استنتاجی دینز- رشر (همچنین استلزام رشر- دینز) در منطق غیر معیار، استلزام رشر- گینز در منطق چند ارزشی، نسبت تالی رشر- مانور در منطق چندگونگی، معناشناسی رشر- براندون در منطق فراسازگار، الگو (یا نظریه) رشر در مورد مباحثه صوری در جدل
عامل رشر در منطق زمانی

## تالیفات
نیکولاس رشر متفکری بسیار پرکار بود که بارها در عرصه‌های مختلف فلسفی، منطقی، تاریخ فلسفه و منطق و معرفت‌شناسی در حدود صدها مقاله و نزدیک به یکصد کتاب منتشر کرد. وی از پیشگامان مطالعات جدید در تاریخ منطق عربی یا دوره اسلامی به حساب می‌آید که در این حوزه از سال ۱۹۵۸ میلادی تا ۱۹۷۵ میلادی ۱۹ مقاله و هفت کتاب ارائه کرده‌است. علاوه بر این آثار، در مقاله‌هایی که در زمینه‌های منطقی مانند ترجیح، منطق امر، منطق تصمیم نوشته، به گزارش و نقد آرای منطق‌دانان اسلامی پرداخته است.
مطالعات وی در تاریخ منطق دوره اسلامی، هم به دلیل تقدم و نیز به دلیل تأثیر فراوان بر مطالعات پسین، قابل تقدیر و محتاج تفحص و ارزیابی است. مقاله‌های مروری بر آثار رشر و نیز نقد بر اندیشه‌های وی بسیار فراوان است. از سال ۱۹۵۳ میلادی تا ۲۰۰۷ میلادی، در دوازده تألیف و ۲۷۲ مقاله به نقد آثار و آرای وی پرداخته‌اند.